# Talamone

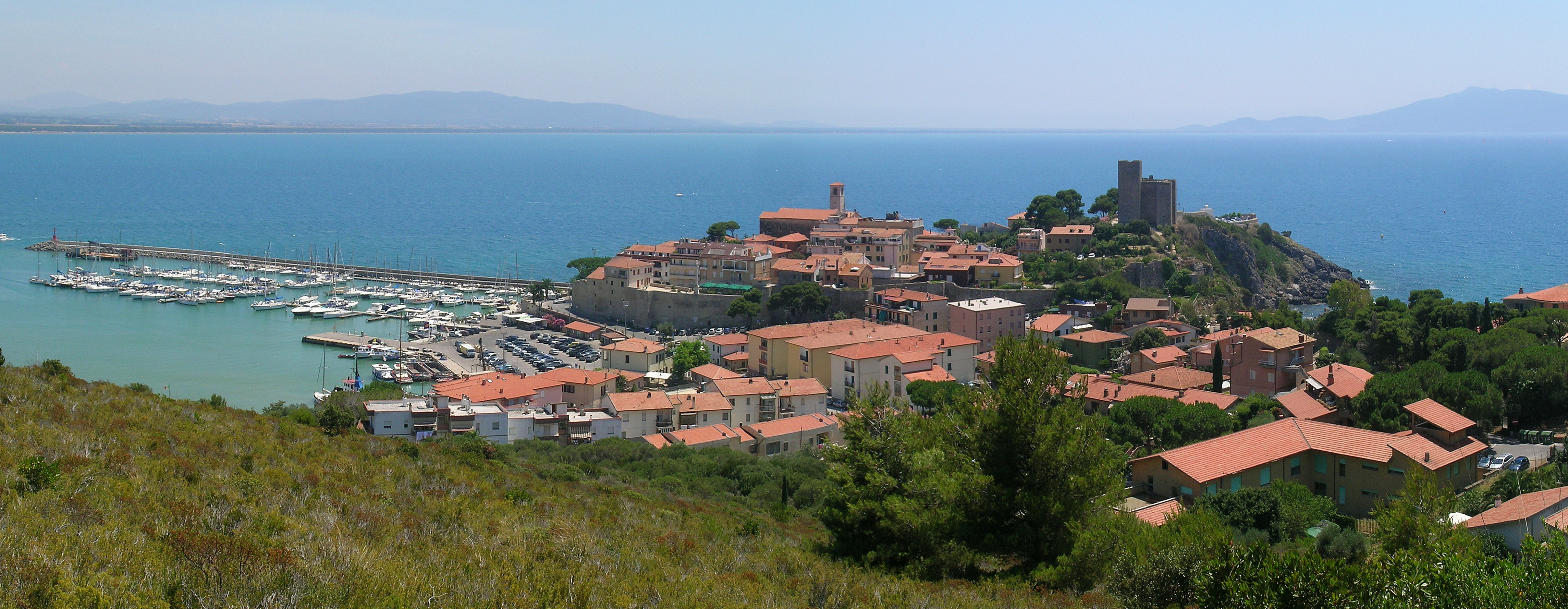
Talamone

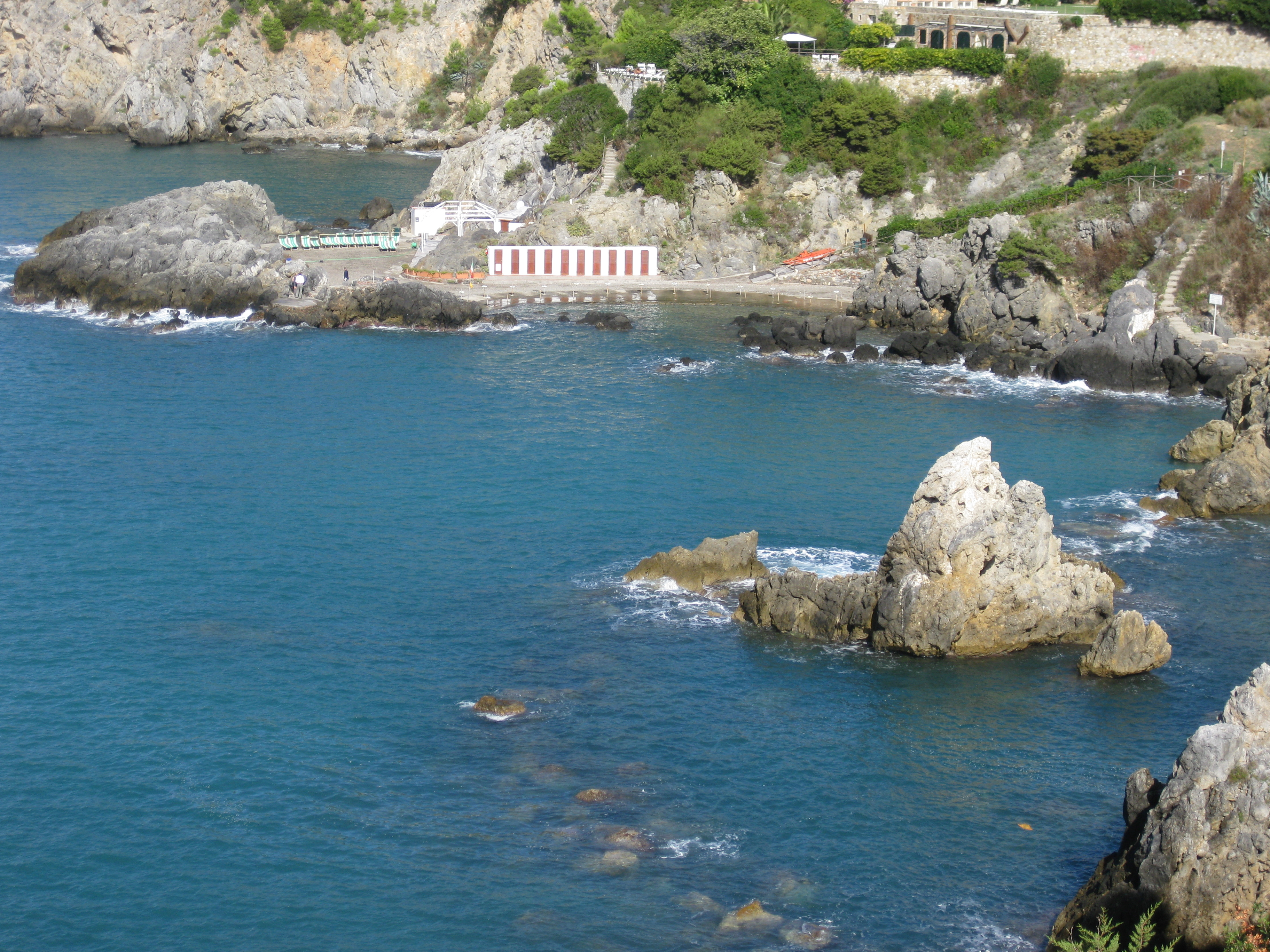
Talamone e sua vista

Talamone é uma localidade da Itália que administrativamente pertence à comuna de Orbetello, nas cercanias de Monte Argentario, na Maremma toscana.
Foi na Antiguidade uma próspera cidade etrusca chamada Telamão (em latim: Telamon), mas foi destruída por Sula por ter dado apoio ao seu rival Caio Mário. Na Idade Média permaneceu na obscuridade, e no Renascimento se tornou parte do presídios de Toscana espanhol. Ali nasceu Bartolomeo Peretti, que se tornou almirante da frota papal no século XVI. No século XIX a cidade supriu de água e armas Giuseppe Garibaldi em suas campanhas italianas.
A localidade aparece no filme Quantum of Solace da personagem James Bond.